# Buseck
Buseck település Németországban, Hessen tartományban. Lakosainak száma 13 358 fő (2023. december 31.).

## Népesség
A település népességének változása:
| Lakosok száma | 12 738 | 12 928 | 13 062 | 13 246 | 13 358 |
|               | 2017   | 2019   | 2021   | 2022   | 2023   |